# Wapen van Hulst
Het wapen van Hulst heeft in de loop der tijd verschillende verschijningen gekend. Op alle schilden stond wel een gekroonde klimmende leeuw. Tevens is de achtergrond altijd goud geweest.

## Geschiedenis
Hulst verkreeg in 1180 stadsrechten, rond deze tijd kwam ook het eerste wapen van de stad op zegels voor. Het wapen van Hulst vertoont sterke gelijkenissen met het wapen van Vlaanderen, de stad verkreeg stadsrechten van Filips van de Elzas, de graaf van Vlaanderen. Of het wapen van Hulst meteen de leeuw voerde is niet zeker, er is nog een tijd lang een wapen met daarop een bisschop staande op een draak met een kruis boven zijn hoofd gevoerd.

Nadat het Verenigd Koninkrijk der Nederlanden was ontstaan werden ook de stadswapens officieel vastgesteld bij de Hoge Raad van Adel. Het eerste vastgelegde wapen van de stad Hulst is op 31 juli 1817 aan de stad toegekend. Het blazoen van dit wapen luidde als volgt: 
Van goud beladen met een gekroonde leeuw, alles van keel. Het schild gedekt met een kroon van goud.
 Hierbij moet vermeld worden dat de kroon 5 bladeren telt, een markiezenkroon. Keel is in de heraldiek de benaming voor rood. Dit wapen kent geen schildhouder(s).
Dit wapen is niet gelijkend met dat van Vlaanderen, maar met het wapen van Holland. Vermoedelijk heeft de Hoge Raad van Adel bij het vaststellen van dit wapen de fout gemaakt de Vlaamse leeuw aan te zien voor de Hollandse leeuw.

Op 10 mei 1853 werd het tweede wapen van Hulst ingevoerd. Het tweede wapen is vrijwel identiek aan het eerste, met het grote verschil dat ditmaal het schild wordt gehouden door twee hulsttakken. Deze takken zijn van sinopel, dus groen. Het blazoen luidde nu: 
Een schild van goud, beladen met eenen klimmenden gekroonden leeuw van keel. Het schild gedekt en omgeven met hulsttakken.

Een kleine honderd jaar later op 17 april 1950 volgde er weer een wijziging. Ditmaal veranderden de leeuw en zijn kroon van kleur, deze waren niet langer van keel (rood) maar van sabel (zwart) met een tong en nagels van keel. Ook kwam de keizerskroon nu op het schild te staan. Het blazoen luidde vanaf toen: 
In goud een leeuw van sabel, getongd en genageld van keel, met een kroon van 3 bladeren en 2 paarlen van sabel. Het schild gedekt met een keizerskroon van goud en ter weerszijden omgeven door een hulsttak in natuurlijke kleur.

## Blazoenering
Op 30 juni 1970 werd de blazoenering opnieuw aangepast. Ditmaal vanwege een gemeentelijke fusie. Bij Koninklijk Besluit bleef het wapen van de nieuwe gemeente Hulst (samengesteld uit de voormalige gemeentes Clinge, Graauw en Langendam, Hulst en Sint Jansteen) gelijk aan die van de oude gemeente Hulst. In 2003 is de gemeente Hulst gefuseerd met onder andere de gemeente Hontenisse, de nieuwe gemeente Hulst wilde toen het oude wapen van Hontenisse overnemen, echter dan zou de keizerskroon komen te vervallen en van de Hoge Raad van Adel mocht het oude wapen van Hontenisse niet ongewijzigd over gaan op de nieuwe gemeente Hulst. De gemeente Hulst besloot uit historisch oogpunt om het oude wapen van Hulst te behouden, daarnaast ook omdat het een van de weinige wapens met een keizerskroon is. 
Uiteindelijk veranderde dus alleen de tekst. Het blazoen luidt sindsdien als volgt:
In goud een leeuw met een kroon van 3 bladeren en 2 paarlen van sabel, getongd en genageld van keel. Het schild gedekt met een keizerskroon van goud en ter weerszijden omgeven met een hulsttak in natuurlijke kleur.

### Kroon
Hulst is een van de tien Nederlandse gemeenten die de Rudolfinische keizerskroon voeren. De stad mocht deze gaan voeren naar aanleiding van een bezoek van Karel V. Alleen de kroon van Medemblik is in azuur (blauw). De overige negen wapens: Amsterdam, Bolsward, Deventer,  Hulst, Kampen, Middelburg, Nijmegen, Tiel en het Zwolle zijn voorzien van een rode kroon.

### Verwant wapen

Wapen van de Sint-Willibrordusbasiliek